# Chapelle de procession Sainte-Anne de Neuville
Pour les articles homonymes, voir chapelle Sainte-Anne.
La chapelle de procession Sainte-Anne est une chapelle votive servant aux processions religieuses située à Neuville au Québec. De taille imposante par rapport aux autres chapelles de procession au Québec, elle a été construite durant la première moitié du XIXe siècle. Elle sert aussi de lieu de sépulture pour le seigneur Eugène Larue ainsi que trois autres personnes. Elle a été classée immeuble patrimonial en 1965 par le ministère de la Culture et des Communications et bénéficie depuis 1977 d'une aire de protection. En 1999, elle a été désignée lieu historique national du Canada par la commission des lieux et des monuments historiques du Canada.